# Kō Nakahira
Kō Nakahira (jap. 中平康, * 3. Januar 1926 in Tokio; † 11. September 1978) war ein japanischer Regisseur und Drehbuchautor.

## Leben
Kō Nakahira absolvierte seine Ausbildung bei den Filmstudios Shōchiku und Nikkatsu. Er arbeitete mit Regisseuren wie Keisuke Kinoshita, Akira Kurosawa, Yūzō Kawashima, Minoru Shibuya, Tomotaka Tasaka und Kaneto Shindo zusammen.
1956 gab er mit dem kontrovers diskutierten Film Kurutta kajitsu (internationaler Titel Crazed Fruit) sein Debüt als Regisseur. Der Film behandelt den Konflikt zweier Brüder, die in die gleiche Frau verliebt sind. Der Film gilt als Meilenstein der sogenannten Japanese New Wave. 1957 verfilmte er Yukio Mishimas Roman Bitoku no yoromeki. Auch Shiki no aiyoku (1958) und Mikkai (1959) wurden von der Kritik positiv aufgenommen. Ab den 1960er Jahren verfilmte er für Nikkatsu mehrere konventionelle Action-Thriller.
Zunehmend gelangweilt von den ihm angebotenen Themen wechselte er 1967 für einige Jahre nach Hongkong, wo er für die Shaw Brothers mehrere Kriminalfilme unter dem Pseudonym Yang Shu Hsi inszenierte.
Anfang der 1970er Jahre kehrte er nach Japan zurück und gründete eine eigene Filmproduktionsgesellschaft. Sein erster dort inszenierter Film Yami no naka no chimimoryo lief im Wettbewerb der Internationalen Filmfestspiele von Cannes 1971. Seinen letzten Film Hensōkyoku drehte er 1976.
Zwei Jahre später verstarb er im Alter von 52 Jahren.
2014 wurden einige seiner Werke im Rahmen des Filmfestivals Nippon Connection in Frankfurt am Main und in einer Retrospektive im Japanischen Kulturinstitut in Köln gezeigt.

## Filmografie (Auswahl)
Regie
- 1956: Kurutta kajitsu (狂った果実)
- 1956: Nerawareta otoko (狙われた男)
- 1956: Natsu no arashi (夏の嵐)
- 1956: Gyūnyū-ya Frankie (牛乳屋フランキー)
- 1957: Koroshita no wa dare da (殺したのは誰だ)
- 1957: Yūwaku (誘惑)
- 1957: Bitoku no yoromeki (美徳のよろめき)
- 1958: Shiki no aiyoku (四季の愛欲)
- 1959: Sono kabe o kudake (その壁を砕け)
- 1959: Mikkai (密会)
- 1961: Aitsu to watashi (あいつと私)
- 1961: Arabu no arashi (アラブの嵐)
- 1962: Wakakute warukute sugoi koitsura (若くて悪くて凄いこいつら)
- 1962: Yabai koto nara zeni ni naru (危いことなら銭になる)
- 1963: Ala defat el Nil
- 1963: Dorodarake no junjō (泥だらけの純情)
- 1963: Gendaikko (現代っ子)
- 1963: Hikaru umi (光る海)
- 1964: Getsuyōbi no Yuka (月曜日のユカ)
- 1964: Suna no ue no shokubutsu-gun (砂の上の植物群)
- 1964: Onna no uzu to fuchi to nagare (おんなの渦と渕と流れ)
- 1964: Ryojin nikki (猟人日記, Verfilmung von Turgenjews Aufzeichnungen eines Jägers)
- 1965: Kuroi tobakushi (黒い賭博師)
- 1965: Yarō ni kokkyō wa nai (野郎に国境はない)
- 1965: Kekkon sōdan (結婚相談)
- 1966: Akai glass (赤いグラス)
- 1966: Onna no uzu to fuchi to nagare (おんなの渦と渕と流れ)
- 1967: Tejing 009 (chinesisch 特警009)
- 1967: Feitian nulang (chinesisch 飛天女郎 / 飞天女郎)
- 1968: The spiders no daishingeki (ザ・スパイダースの大進撃)
- 1968: Kuang lian shi (chinesisch 狂恋詩)
- 1969: Lieren (chinesisch 猟人)
- 1971: Yami no naka no chimimoryo (闇の中の魑魅魍魎)
- 1972: Konketsuji Rika (混血児リカ)
- 1973: Konketsuji Rika: Hitoriyuku sasuraitabi (混血児リカ ひとりゆくさすらい旅)
- 1976: Hensōkyoku (変奏曲)